# Christine Kamm-Kyburz
Christine Kamm-Kyburz (* 20. April 1949 in Zug; † 28. Januar 2019) war eine Schweizer Kunsthistorikerin.

## Leben
Christine Kamm-Kyburz war das älteste von fünf Kindern des Zuger Drehteilefabrikanten Heinrich Kyburz und seiner Frau Martha Murer. Sie besuchte die Kantonsschule Zug, an der sie 1968 die Matura Typus B absolvierte. Im selben Jahr begann sie an der Universität Zürich ein Studium der Kunstgeschichte (Hauptfach) mit den Nebenfächern Archäologie und Publizistik. In den folgenden Jahren arbeitete sie beim Feuilleton des Zuger Tagblatts mit, hielt sich u. a. mehrmals in London und Oberitalien auf und nahm an internationalen kunsthistorischen Tagungen teil. 1971 wurde sie in den Vorstand der Zuger Kunstgesellschaft gewählt. 1976 heiratete sie den Architekten und Kunstsammler Peter Kamm (1935–2008). 1979 wurde sie in die Kulturkommission des Kantons Zug gewählt. 1981 promovierte sie an der Universität Zürich bei Adolf Reinle mit einer Arbeit über Ottavio Bertotti Scamozzi.
Kamm-Kyburz veröffentlichte Schriften über Architektur und Kunst des 18. bis 21. Jahrhunderts.  Sie war langjährige Mitarbeiterin des Kunsthauses Zug; 1998 war sie Mitbegründerin der Stiftung Sammlung Kamm. 2014 war sie Präsidentin ad interim der Zuger Kunstgesellschaft. Sie war im Geschäftsausschuss des Schweizer Heimatschutzes. Sie war Mitglied des von der Bundesversammlung errichteten Fonds Landschaft Schweiz sowie Projektleiterin der Edition Nachlass Josef Hoffmann.

## Publikationen (Auswahl)
- Franz Bucher. November 1973–Ende 1976, Auszug aus dem Schaffen. Galerie Verena Müller, Bern 1977, OCLC 718217182.
- Markus Kohler – ein Blick auf die Luzerner Szene der sechziger Jahre. Zuger Kunstgesellschaft, Zug 1980, OCLC 75011383.
- Das neue Theater-Casino als ein Beispiel zeitgenössischer Architektur. In: Zuger Neujahrsblatt. Zug 1982, S. 18–21 (online [PDF; abgerufen am 1. Januar 2019]).
- Der Architekt Ottavio Bertotti Scamozzi, 1719–1790 – ein Beitrag zum Palladianismus im Veneto. Benteli Verlag, Bern 1983, ISBN 3-7165-0445-9.

Rezensionen von:
- Cinzia Maria Sicca in: The Burlington Magazine, 127.1985, 988, S. 463–464;
- Erik Forssman in: Kunstchronik, 38.1985, 9, S. 390–393,
- Margherita Azzi Visentini in: Museum Patavinum (Università degli Studi di Padova), 4.1986, S. 221–222.

- Mit Eugen Hotz und Richard Kern: Unterwegs – Religion in Kunst und Brauchtum. Zuger Kunstgesellschaft, Zug 1984, OCLC 13002781.
- Oscar Wiggli – Syrinx: Skulptur für das Theater-Casino Zug. Zug 1985.
- Peter Stein – Arbeiten von 1957–1987. Zuger Kunstgesellschaft, Zug 1987, OCLC 602345864.
- Mit Christian Raschle: Zug. In: Gesellschaft für Schweizerische Kunstgeschichte (Hrsg.): INSA Inventar der neueren Schweizer Architektur 1850–1920. Band 10. Orell Füssli, Zürich 1992, ISBN 3-280-02180-4, S. 457–544, doi:10.5169/seals-10932 (88 S. 108 Abb., e-periodica.ch – Separatdruck 2004 ISBN 3-280-05095-2).
- Das Klöntal – Kleinod im Glarnerland. Landschaft, Geschichte, Kunst. Museum des Landes Glarus, Näfels 1996, ISBN 3-907071-05-0.
- Die reformierte Kirche und das Kirchenzentrum in Zug (= Gesellschaft für Schweizerische Kunstgeschichte [Hrsg.]: Schweizerische Kunstführer. Band 963). Bern 2015, ISBN 978-3-03797-184-0. Besprechung von Monika Wegmann: Beliebtes Fotomotiv von einst. In: Zuger Zeitung, 12. Mai 2015.